# Lonnie Johnson
Alonzo 'Lonnie' Johnson (New Orleans, 8 februari 1899 – Toronto, 16 juni 1970) was een Amerikaanse blues- en jazzgitarist.

## Biografie
Lonnie Johnson leerde als kind piano- en vioolspelen. Hij begon zijn carrière als muzikant in verschillende bars in New Orleans.
In 1917 bereisde hij Europa om daar te spelen en voegde hij zich enige tijd bij de band van Will Marion Cook en het Southern Syncopated Orchestra. Toen hij in 1918 weer terugkeerde naar New Orleans was zijn hele familie, afgezien van een broer, het slachtoffer geworden van de Spaanse griep. Tijdens deze periode begon hij ook gitaar te spelen. Twee jaar later verhuisden Lonnie en zijn overlevende broer James, 'Steady Roll' Johnson, naar Saint Louis, waar Lonnie speelde met de Mississippi-bands Jazz-O-Maniacs van Charlie Creath en die van Fate Marable.
Na vijf jaar in St. Louis ontmoette Johnson de blueszangeres Mary Smith en trouwde hij met haar (Mary Johnson had van 1929 tot 1936 eigen plaatopnamen gemaakt, maar nooit samen met Lonnie). In hetzelfde jaar won Johnson tijdens een bluesconcours een platencontract bij Okeh Records. Hij nam daarna als gitarist op (maar tot 1927 ook als violist, mandolinespeler, pianist en harmoniumspeler) in veelzijdige samenstellingen: in duet met zijn broer James en als begeleider van Victoria Spivey, Spencer Williams en Texas Alexander. Hij was ook op tournee met Bessie Smiths T.O.B.A.-show. Op grond van Johnsons geraffineerde inzet van de viool in de blues werd duidelijk dat dit instrument daar gangbaarder was dan tot nu toe werd aangenomen in de geschiedschrijving.
In Chicago werkte hij in 1927 voor enkele opnamen samen met Louis Armstrong and His Hot Five. Verder nam hij op met Duke Ellington en McKinney's Cotton Pickers en meervoudig in duet met Eddie Lang (1927/1929) en met Joe Venuti. De opnamen met de Hot Five en met Eddie Lang behelsden vroege duo's met de banjospeler Johnny St. Cyr resp. de gitarist Lang, die indruk maakten door hun single-note-techniek, opbouw en harmonieën. Van 1925 tot 1932 was Johnson, die ook optrad als zanger, een van de populairste Afro-Amerikaanse platensterren.
Vervolgens verhuisde hij naar Cleveland en werkte met het Putney Dandridge Orchestra. Hier was hij echter niet succesvol zodat hij enige tijd in een bandenfabriek en in een walserij moest werken. In 1937 ging hij weer terug naar Chicago en speelde hij met Johnny Dodds en Jimmie Noone voor Decca Records en ook met Lil Hardin Armstrong
In 1939 wisselde Johnson naar Bluebird Records, waar hij opnamen maakte met bekende pianisten als Blind John Davis, Roosevelt Sykes en Joshua Altheimer. Vanaf 1941 concentreerde hij zich op de rhythm-and-blues en gebruikte hij toenemend de e-gitaar. Het nummer Tomorrow Night, dat hij in 1948 opnam voor King Records, stond zeven weken in de r&b-hitlijst, er werden meer dan drie miljoen exemplaren van verkocht. Het werd een van de grootste hits van het jaar in de r&b-hitlijst.
In 1952 was hij op tournee in het Verenigd Koninkrijk, maar tot eind jaren 1950 werkte hij als hotel-concierge, voordat hij in 1960 door de jazz-diskjockey Chris Albertson werd herontdekt. In 1962 speelde hij ook met Bob Dylan, die hem enkele muzikale foefjes bijbracht. In 1963 bereisde hij Europa met het American Folk Blues Festival. Vanaf 1965 woonde hij in Toronto, waar hij het album Stompin' at the Penny opnam. Zijn laatste bekende opnamen ontstonden in 1967 als twee soloalbums voor Folkways Records.
In maart 1969 werd Johnson in Toronto zwaar gewond toen hij op de stoep door een auto werd aangereden. Vervolgens kreeg hij een beroerte, die een eenzijdige verlamming tot gevolg had, waardoor hij geen gitaar meer kon spelen. Bij zijn laatste liveoptreden in februari 1970 werd Johnsons zang derhalve begeleid door Buddy Guy, diens drummer Fred Below en de bassist Jim McHarg. Johnson overleed op 16 juni 1970 (Bloomsday) op 71-jarige leeftijd aan de gevolgen van het ongeluk.

### Biografie
- Mark Miller: Way Down That Lonesome Road. Lonnie Johnson in Toronto 1965–1970. The Mercury Press. 2011. ISBN 978-1-55128-148-3.

### Boekinbreng over Lonnie Johnson
- You Don't See Into These Blues Like Me. – Samuel B. Charters: The Country Blues. With a new Introduction by the Author. Da Capo Press, 1975. 73-85.
- Chris Albertson: Lonnie Johnson. Chased by the Blues. In: Pete Welding and Toby Byron (Hrsg.): Bluesland. Portraits of Twelve Major American Blues Masters. Dutton Book, 1991. 38-49.
- Mr. Johnson's Blues. Lonnie Johnson. – James Sallis: The Guitar Players. One Instrument & its Masters in American Music, University Of Nebraska Press, 1994. 29-51.
- Massey Hall (Lonnie Johnson). – John Goddard and Richard Crouse: Rock and Roll Toronto. From Alanis to Zeppelin. Doubleday, 1997. 151-159.
- Jas Obrecht: Lonnie Johnson – The Era's Most Influential Blues Guitarist; in: ders.: Early Blues – The First Stars Of Blues Guitar. Minneapolis: University of Minnesota Press, 2015. S. 129–187

### Literaire notities over Lonnie Johnson
- Carlo Bohländer, Karl Heinz Holler, Christian Pfarr: Reclams Jazzführer. 3., herziene en uitgebreide editie. Reclam, Stuttgart 1989, ISBN 3-15-010355-X.
- Ian Carr, Digby Fairweather, Brian Priestley: Rough Guide Jazz. The ultimate guide to jazz music. 1700 artists and bands from the beginning until today. Metzler, Stuttgart/Weimar 1999, ISBN 3-476-01584-X.
- Sh. Harris: Blues Who's Who: A Biographical Dictionary of Blues Singers 1979
- Martin Kunzler: Jazz-Lexikon. Band 1: A–L (= rororo-Sachbuch. Bd. 16512). 2e editie. Rowohlt, Reinbek bij Hamburg 2004, ISBN 3-499-16512-0.
- Maurice Summerfield: The Jazz Guitar – Its evolution and its players. Ashley Mark Publishing 1978. ISBN 0-9506224-1-9

- Bibliothèque nationale de France: cb13895687k (data)
- Catàleg d'autoritats de noms i títols de Catalunya: 981058615372406706
- Gemeinsame Normdatei: 134587545
- International Standard Name Identifier: 0000 0000 7990 1688
- Library of Congress Control Number: n82028130
- MusicBrainz: dbfd61ef-fce1-4803-9f18-7bfdd3996508
- Nationale Bibliotheek van Israël: 987007375310405171
- Istituto Centrale per il Catalogo Unico: MODV150847
- Trove: 1184340
- Virtual International Authority File: 283576043